# Steintor (Bernau)

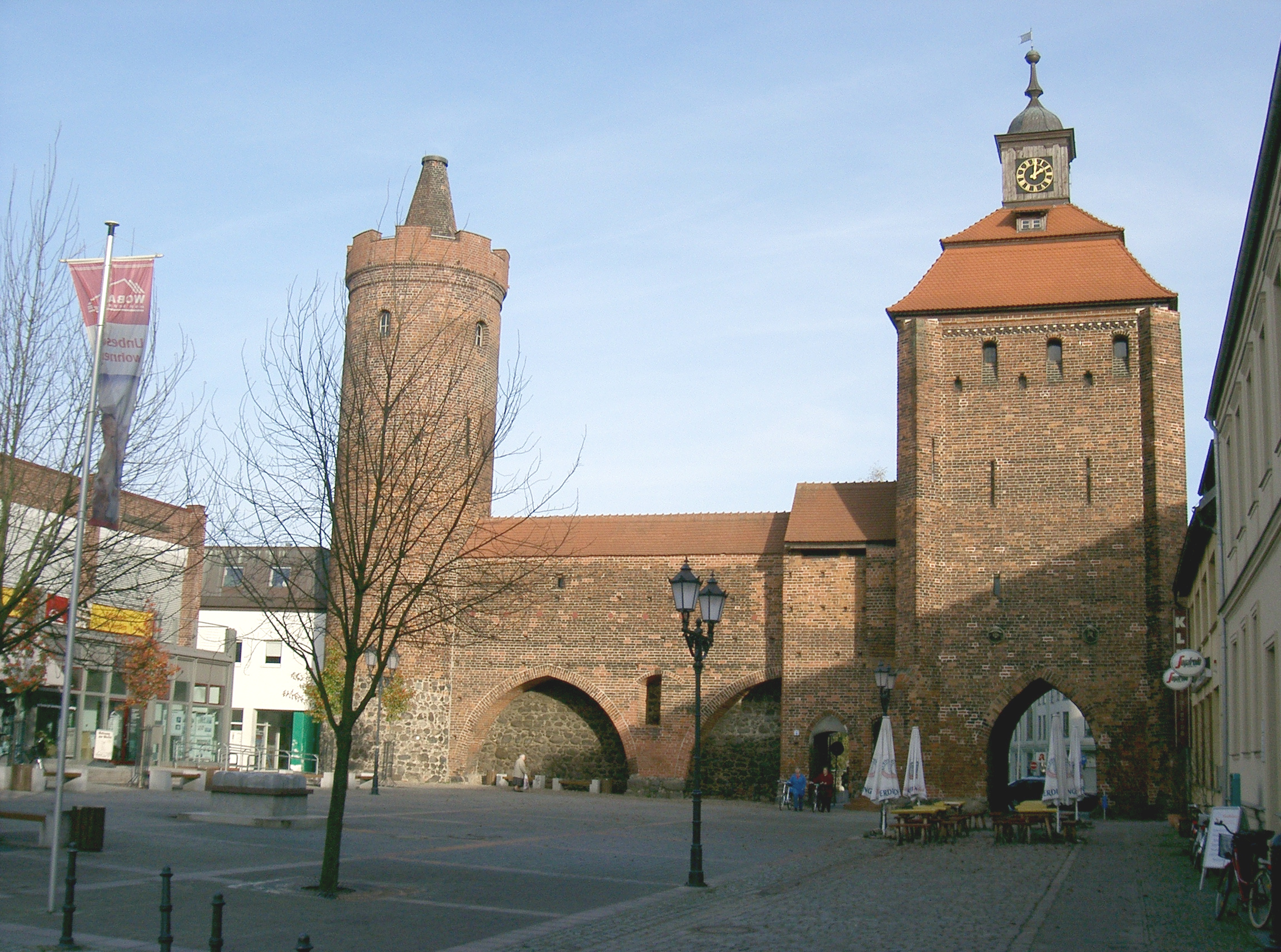
Stadtmauer mit Steintor und Hungerturm (links)

Das Steintor ist das einzig erhaltene von ehemals drei Stadttoren in Bernau bei Berlin.
Es wurde in der zweiten Hälfte des 15. Jahrhunderts im spätgotischen Stil aus Backstein erbaut. Der Torturm ist viergeschossig auf quadratischer Grundfläche. Über zwei Wehrgänge ist das Tor mit dem Hungerturm verbunden.
Das Steintor wird seit 1882 als Heimatmuseum genutzt. Es ist neben dem Henkerhaus jetzt einer der beiden Standorte des Bernauer Heimatmuseums. Im Steintor mit Rüstkammer wird die Bernauer Geschichte des Mittelalters dargestellt. Gezeigt werden Waffen, Zunftzeichen, Werkzeuge und Gebrauchsgegenstände. Außerdem gibt die Museumssammlung einen Einblick in die Bernauer Geschichte der Braukunst. Den Grundstock der Sammlung bildeten Waffen Bernauer Bürger, die 1714 zum ersten Mal inventarisiert wurden.
Als Teil der Bernauer Stadtbefestigung ist das Steintor denkmalgeschützt. Das Tor gilt als Wahrzeichen Bernaus.